# Antonio Campi

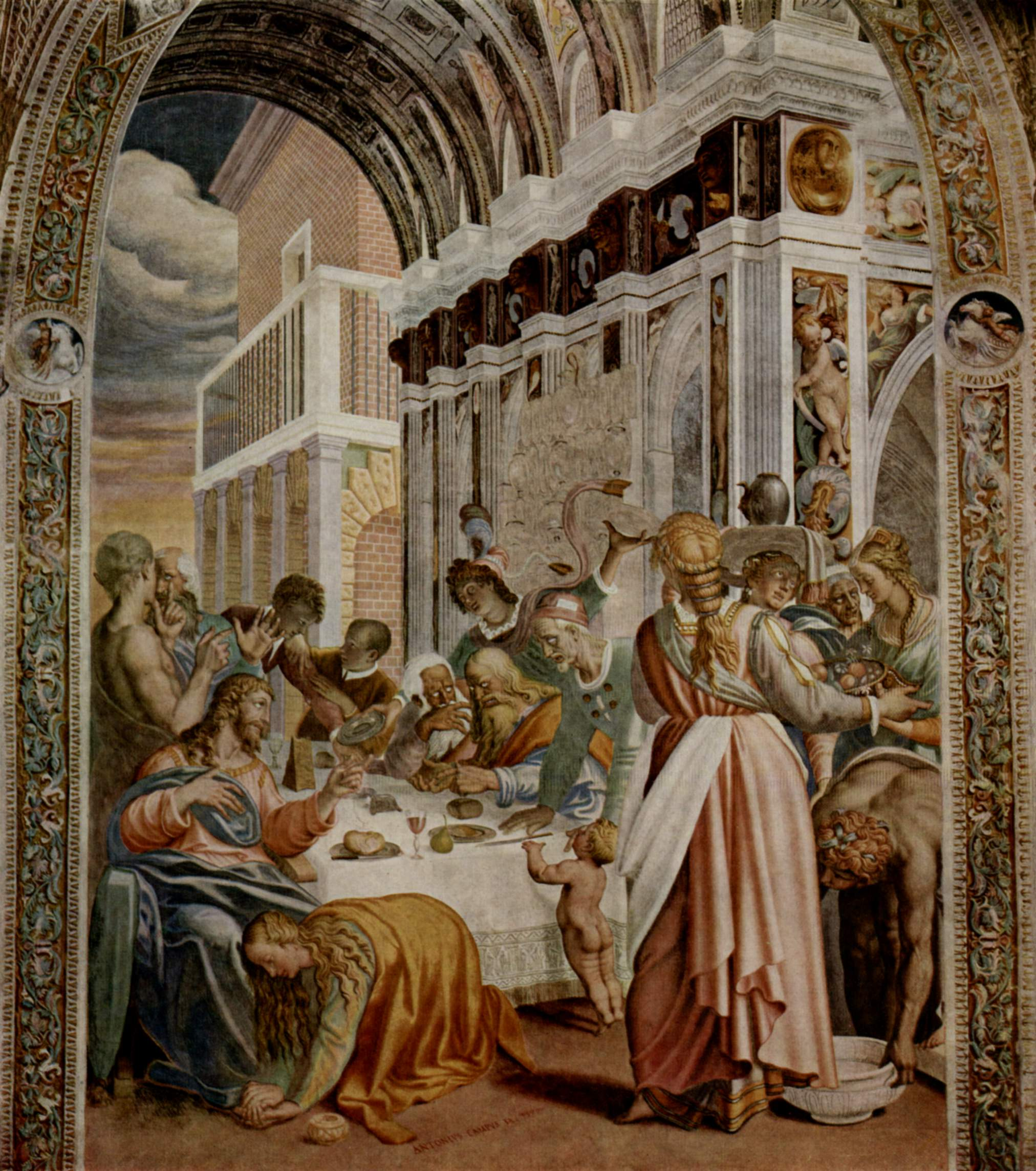
Afresco na Igreja de San Sigismondo em Cremona.

Antonio Campi (Cremona, 1522 – 1587) foi um pintor italiano da Renascença.  
Seu estilo o estilo da Lombardia com o Maneirismo. Em Cremona estão suas produções artísticas mais importantes. Giulio Campi e Antonio esram meio-irmãos, enquanto que Vincenzo Campi era seu irmão. Bernardino Campi era um parente distante. Todos eram pintores. 